# Cmentarz żydowski w Goniądzu
Cmentarz żydowski w Goniądzu – kirkut znajduje się przy szosie z Goniądza do Downar w odległości ok. 500 m na południe od cmentarza katolickiego.
W czasie okupacji hitlerowskiej został zdewastowany. Znajduje się na nim około 20 macew. Ma powierzchnię 1,6 ha.